# McTeague
McTeague – powieść Franka Norrisa wydana w 1899. Była to pierwsza powieść naturalistyczna tego autora. Na podstawie powieści powstał film Chciwość. Akcja powieści dzieje się w San Francisco. 